# Neoscombrops cynodon
Neoscombrops cynodon è un pesce osseo di acqua salata appartenente alla famiglia Acropomatidae.